# Il faut danser reggae
Singles de Dalida
Monday, Tuesday...Laissez-moi danser Gigi in Paradisco
Il faut danser reggae est une chanson de Dalida sortie en fin d'année 1979. Le titre parvint à se classer à la 11e position des ventes en janvier 1980 en France. C'est le premier single de la chanteuse à accéder au TOP20 du classement hebdomadaire français des années 1980. Le single se vend à plus de 200 000 exemplaires cette année-là.

## Classement hebdomadaire
| Classement (1979-1980) | Meilleure position |
| ---------------------- | ------------------ |
| Québec                 | 17                 |
| France                 | 11                 |